# ǃ
Cette page contient des caractères spéciaux ou non latins. S’ils s’affichent mal (▯, ?, etc.), consultez la page d’aide Unicode.
Ne doit pas être confondu avec le caractère « ! » (U+0021) appelé point d'exclamation.
La lettre point d’exclamation (même forme minuscule et majuscule), aussi appelée clic alvéolaire ou clic post-alvéolaire, ou dans Unicode clic rétroflexe, est une lettre additionnelle de l’alphabet latin utilisée dans l’écriture du juǀʼhoan, du nǀu, du taa et du ǀxam. Bien que d’apparence similaire ou identique au point d’exclamation ‹ ! ›, qui est un signe de ponctuation, la lettre point d’exclamation est un symbole et une lettre à part entière.
Elle est créée au XIXe siècle par Karl Richard Lepsius comme barre verticale ‹ ǀ › diacritée d’un point souscrit ‹ ǀ̣ › et utilisée telle quelle par Johann Georg Krönlein. Elle sera représentée par la suite par le point d’exclamation, notamment dans certains ouvrages de Wilhelm H.I. Bleek, et sera reprise avec cette forme dans l’alphabet phonétique international.

## Utilisation
Dans l’alphabet phonétique international (API), la lettre point d’exclamation ‹ ǃ › est utilisée pour représenter l’articulation antérieure d’un clic post-alvéolaire, qui était antérieurement représentée par la lettre c étiré /ʗ/. De manière non officielle dans l’API, lorsqu’elle est doublée ‹ ǃǃ › elle représente l’articulation d’un clic rétroflexe.

## Représentation informatique
Le lettre point d’exclamation possède la représentation Unicode suivante (Latin étendu B) :
| formes     | représentations | chaînes de caractères | points de code | descriptions                  |
| ---------- | --------------- | --------------------- | -------------- | ----------------------------- |
| unicaméral | ǃ               | ǃ                     | U+01C3         | lettre latine clic rétroflexe |